# Brainbug
Alberto Bertapelle, plus connu sous les pseudonymes Brainbug et Dr. Albert est un musicien électronique, guitariste et producteur de musique électronique italien né le 23 décembre 1958 à Ceggia, commune de Venise en Italie et mort le 23 novembre 2016 à Tavagnacco en Italie alors qu'il donnait un concert avec son groupe AbbaShow,,.
En 1997, son morceau de musique électronique « Nightmare » rencontre un grand succès à travers le monde, lui valant le prix du meilleur morceau de techno / trance lors la 13e Winter Music Conference de Miami en 1998.
Il est le fondateur en Italie de la Help Music Academy qui enseigne l'ingénierie du son, ainsi que d'AbbaShow, un groupe-hommage dont il a été le directeur artistique et guitariste.

## Discographie

### EPs
- 1996 : Nightmare - Strike Force
- 1997 : Benedictus - Groovilicious
- 1997 : The 8th Dwarf - Strike Force
- 1998 : Rain -  Groovilicious